# 黃敦友
黃敦友（Tunyow Huang，1929年1月7日—2010年12月8日），台灣台中市外埔區人，是台灣知名微體古生物學家，曾任教於國立臺灣大學和國立中央大學，曾擔任經濟部中央地質調查所所長、中國石油公司副總地質師、中華民國地質學會理事長、中華民國礦業協進會理事長、行政院國家科學委員會諮議委員，曾獲頒行政院第一屆傑出科技榮譽獎。

## 生平

### 早年
黃敦友於1929年生於台中州大甲郡外埔庄鐵砧山腳，是仕紳黃來旺四子。1952年國立臺灣大學地質系畢業。1953年考取臺灣省特種就業考試甲級，1954年進入台灣省政府建設廳鑛物科服務，然而於1954年9月份轉入中國石油公司台灣油礦探勘處地質組服務，且於1954年11月由聯合國派遣日本學者大炊御門經輝協助創設微體古生物研究室。

### 晚年
1994年，黃敦友自經濟部中央地質調查所退休，受聘為地調所、經濟部顧問。1994年2月起，黃敦友於國立中央大學教授地史學，及於國立台灣大學教授微體古生物學與生物地層學課程。2010年12月8日，黃敦友因淋巴癌逝世。